# Weissia occulta
Weissia occulta är en bladmossart som beskrevs av Wallroth 1840. Weissia occulta ingår i släktet krusmossor, och familjen Pottiaceae. Inga underarter finns listade i Catalogue of Life.